# Zgnilizna pstra
Zgnilizna korozyjna, zgnilizna biała jamkowata, zgnilizna pstra, zgnilizna kieszonkowa – wada drewna, jedna z rodzajów zgnilizn z grupy zgnilizn miękkich.
Zgnilizna powoduje ciemne przebarwienie porażonego drewna, z równomiernie rozmieszczonymi na ciemnym tle jamkowatych miejsc, kieszonek, wypełnionych czystą białą celulozą, których w miarę upływu czasu jest coraz więcej. Mimo pozostawienia takich plam rozkładowi ulegają wszystkie składniki drewna (towarzyszące celulozie pentozany i lignina). Porażone drewno przybiera jaśniejsze zabarwienie, staje się bardziej elastyczne i miękkie, nie pęka nawet w późniejszym stadium grzybowego rozkładu.
Rozkład tego typu powodują m.in. grzyby: czyreń sosnowy na drewnie sosnowym, skórnik popękany na drewnie dębowym, korzeniowiec wieloletni. Czyreń sosny powoduje także zjawisko zgnilizny pierścieniowej powstającej w następstwie silniejszego atakowania przez grzyb drewna wiosennego niż letniego, co powoduje oddzielanie się od siebie słojów rocznego przyrostu drewna.
Pomiar zgnilizny korozyjnej wykonuje się na czole drewna okrągłego: mierzy się szerokość strefy zawierającej zgniliznę, wyrażając ją w centymetrach lub ułamkowo w stosunku do średnicy czoła. Wymiary plam nieregularnie rozrzuconych (zgnilizna rozrzucona) określa się szacunkowo w procentach lub ułamkowo do powierzchni czoła (pomiar jak dla zgnilizny twardej i miękkiej).